# Португальская королевская библиотека
Португальская королевская библиотека (порт. Real Gabinete Português de Leitura) — библиотека, расположенная в Рио-де-Жанейро, Бразилия.
За свои заслуги библиотека неоднократно награждалась орденами. Её здание из-за своего внешнего и внутреннего убранства является одной из городских достопримечательностей и неоднократно появлялось в различных фильмах. Журналом Time в 2014 году она была названа четвёртой по красоте среди библиотек мира.

## История
Библиотека была основана в 1837 году группой из 43 политических эмигрантов из Португалии для продвижения португальской культуры в столице Бразильской империи. С 1900 года стала публичной.
Здание библиотеки было спроектировано в стиле нового мануэлино португальским архитектором Рафаелем да Сильва-и-Каштру и строилось с 1880 по 1887 год. Бразильский император Педру II заложил первый камень в фундамент здания 10 июня 1880 года, а его дочь, принцесса Изабелла Бразильская вместе со своим мужем торжественно открыла библиотеку 10 сентября 1887 года.
Фасад здания был создан по образу монастыря иеронимитов в Лиссабоне и доставлен в Рио-де-Жанейро кораблём. Статуи изображают Педру Кабрала, Луиса де Камоэнса, Генриха Мореплавателя и Васко да Гама. Барельефы изображают Фернана Лопиша, Жиля Висенте, Алешандре Эркулану и Жуана де Алмейда. Интерьер читального зала также выполнен в неомануэлистском стиле, включая книжные полки, люстру-канделябр и витражный потолок.
История Бразильской академии литературы также связана с библиотекой, так как здесь проводились её первые заседания под председательством Машаду де Ассиса.

## Фонды
Библиотека обладает самым большим собранием произведений на португальском языке за пределами Португалии. Фонды, насчитывающие около 350 тысяч единиц хранения, включают в себя первое издание «Лузиад» Камоэнса, рукопись одной из комедий Машаду де Ассиса и многое другое. Ежегодно в библиотеку поступает около шести тысяч томов из Португалии. Также здесь можно найти коллекцию произведений Жозе Мальоа и других художников.
Библиотека выпускает журнал «Convergência Lusíada» и проводит для студентов университетов курсы португальского языка, литературы, истории, антропологии и искусства.

## Галерея

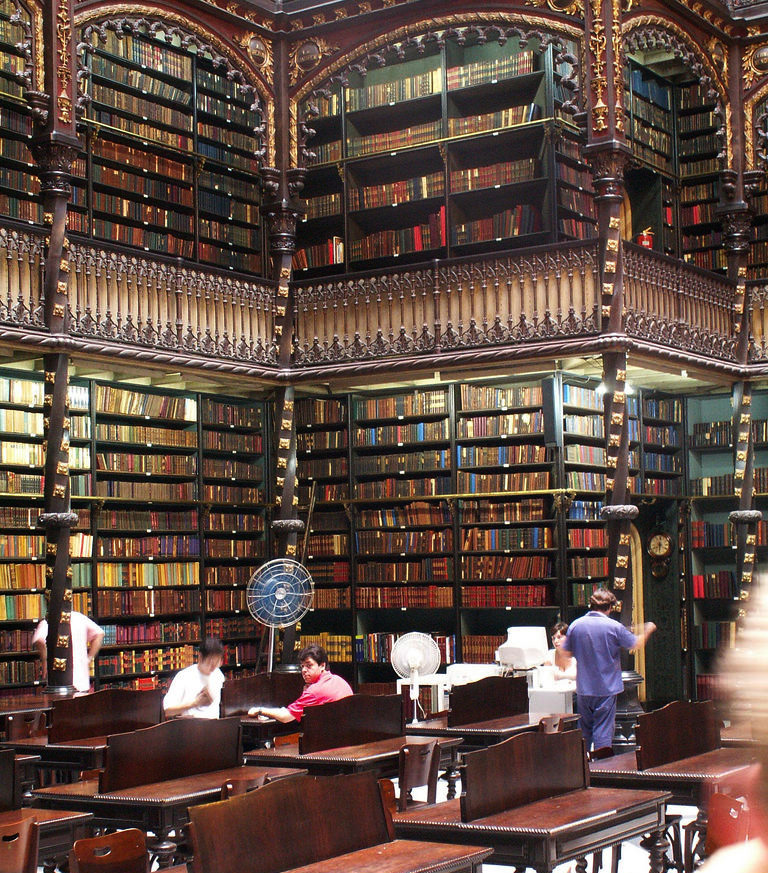
Интерьер читального зала
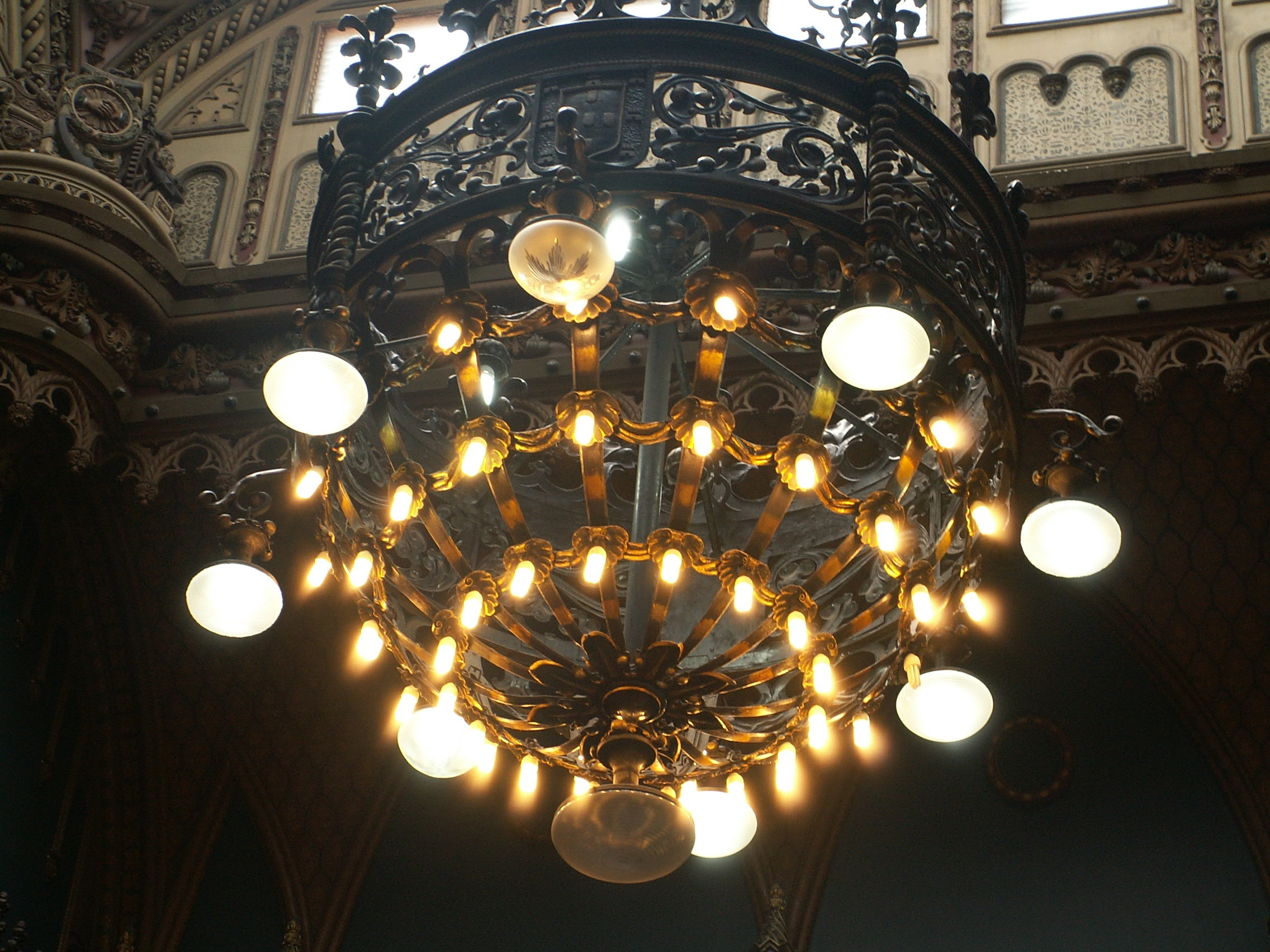
Люстра-канделябр
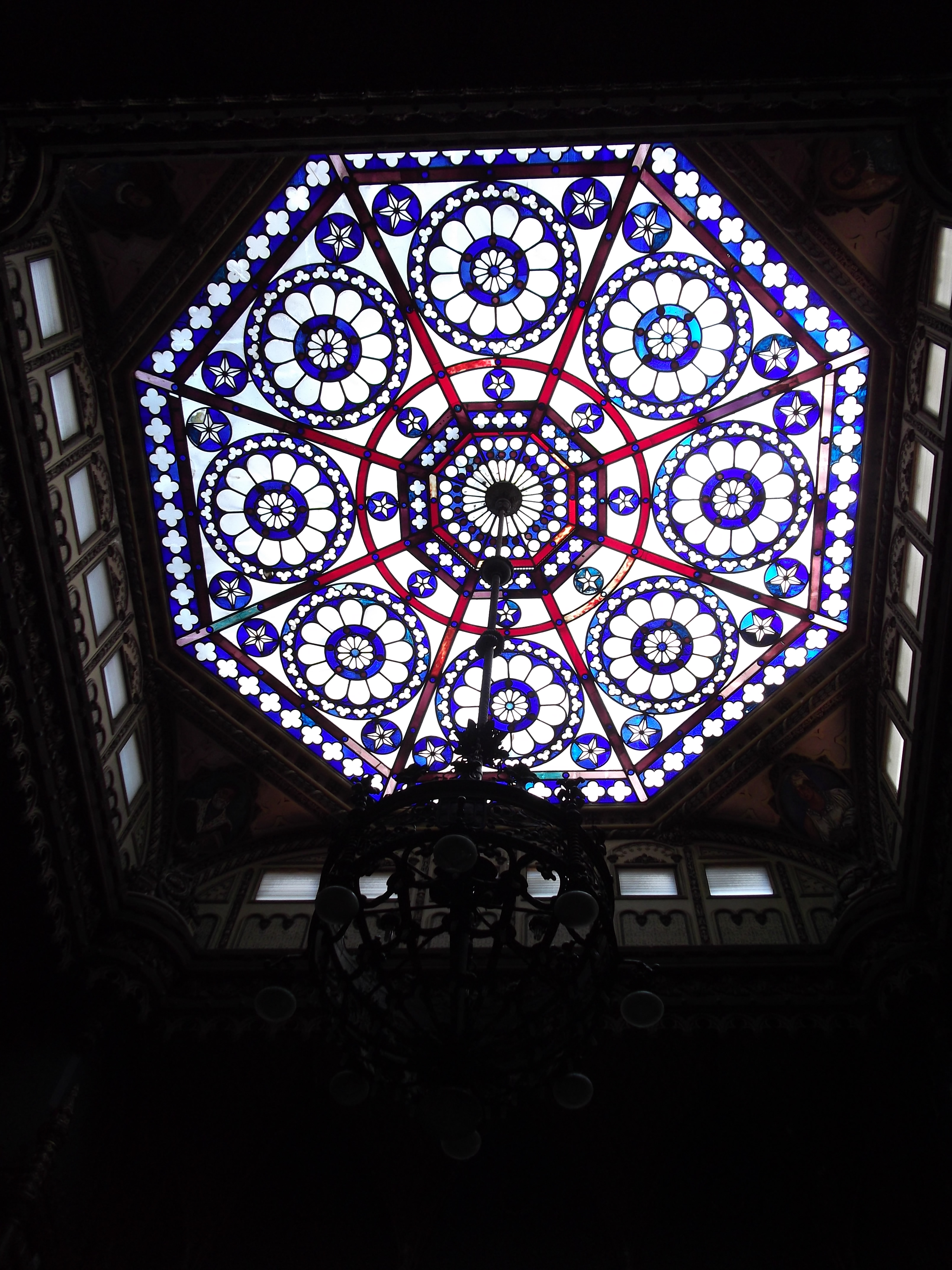
Витражный потолок
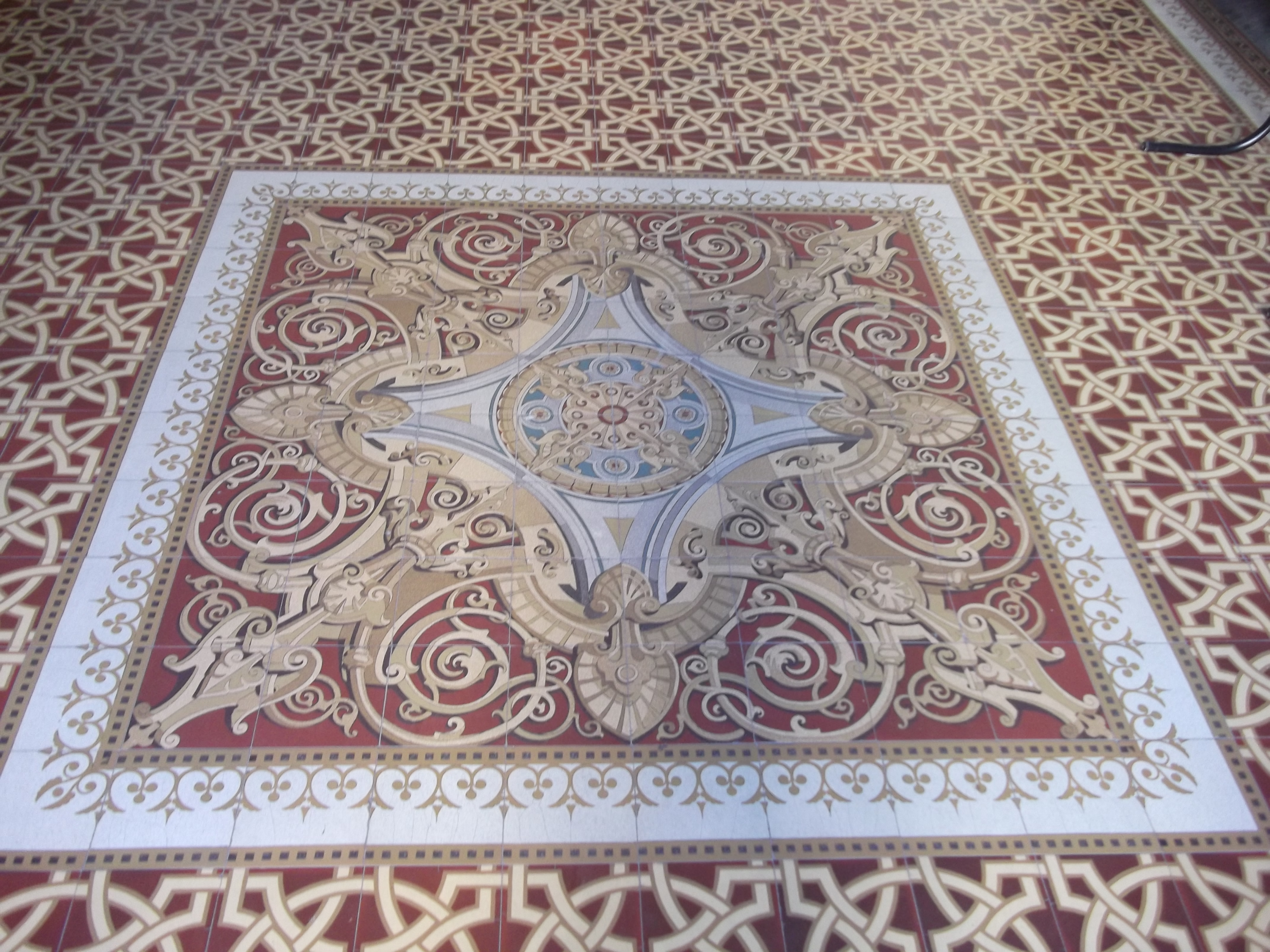
Мозаичный пол